# Hospital Paulistano
O Hospital Paulistano está localizado no bairro Bela Vista, na cidade de São Paulo, Brasil. 
Entre suas principais especialidades está a Oncologia, sendo o principal hospital do grupo Américas em São Paulo no tratamento do câncer.
O Hospital Paulistano é acreditado pela Joint Commission International (JCI) e pela Sociedade Americana de Oncologia Clínica (certificação ASCO QOPI).

## História

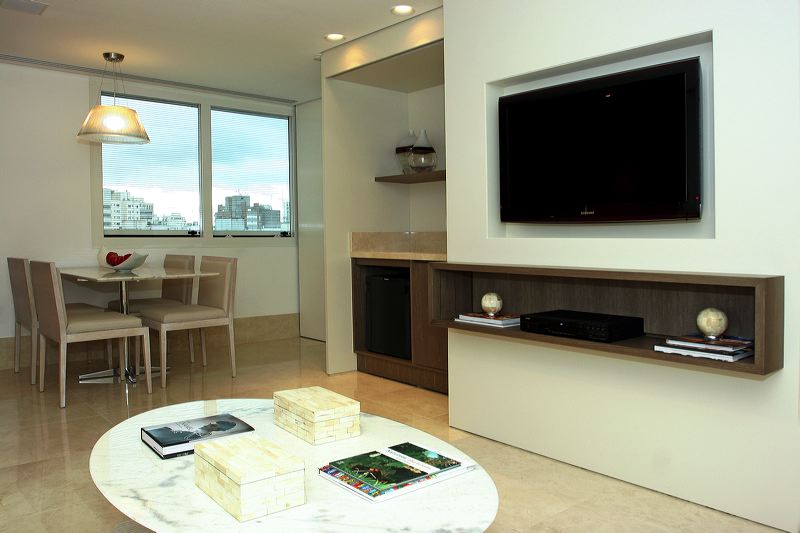
Suíte da Ala VIP.

Primeiramente chamado de Hospital Nossa Senhora do Carmo, o Hospital Paulistano foi fundado em 1947 pelos doutores Nicolau Mancini, Dante Smilari Lacovini, Romeu Bertelli e Armando Pocci.
Em 1971, foi inaugurado um novo prédio, com 162 leitos distribuídos em enfermarias e apartamentos. Em 1988, o hospital mudou de nome, passando a se chamar Hospital Paulistano. 
No ano de 2000, o Hospital Paulistano iniciou uma ampla reforma, tendo sido modernizadas as suas instalações.

### Características
A ala VIP do Hospital Paulistano reúne hotelaria hospitalar com serviços de luxo.
Possui ambulatório com múltiplas especialidades (oncologia, hematologia, urologia, mastologia, cirurgia oncológica, neurocirurgias, entre outros).
Em seu centro de infusão são atendidos pacientes oncológicos e não oncológicos, para infusão de quimioterapias e imunoterapias.
Centro cirúrgico especializado, com disponibilidade de cirurgia robótica.
Unidade diagnóstico com realização de PET-CT, ressonância, tomografia e ultrassonografia, além de procedimentos como biópsia guiada por imagem e tratamento com Radium-223.